# فولدا (رود)
فولدا رودی است به وزر می‌ریزد. این رود از کشور آلمان می‌گذرد.